# كيث براونر جونيور
كيث براونر جونيور (بالإنجليزية: Keith Browner, Jr.)‏ هو لاعب كرة قدم أمريكية أمريكي، ولد في 7 أبريل 1988 في تامبا في الولايات المتحدة.

## وصلات خارجية
- كيث براونر جونيور على موقع مرجع كرة القدم المحترفة.كوم (الإنجليزية)
- كيث براونر جونيور على موقع كلية كرة القدم في سبورتس رفرنس.كوم (الإنجليزية)